# Leonardo Calmonte
Leonardo Calmonte (Bassano del Grappa, 1º luglio 1980) è un giocatore di calcio a 5 e allenatore di calcio a 5 italiano.

## Carriera

### Giocatore
Cresciuto nel Cosmos Bassano, ha vestito la maglia del Petrarca Padova per dieci anni. Con i padovani ha giocato quattro stagioni in Serie A dal 1999 al 2003, due stagioni in Serie A2 dal 2003 al 2005 e cinque stagioni in Serie B dal 2005 2009. Con la Luparense ha disputato alcune gare in Serie A e nella UEFA Futsal Cup. Successivamente si sposta in terra Castellana, gioca per la Marca Futsal e in seguito diventa il suo direttore del settore giovanile di cui allenerà anche qualche categoria.
Nell'estate del 2014 a causa della cessata attività della Marca decide di iniziare a giocare per passione con la Virtus Castelfranco Veneto in serie D.
Ha fatto parte della Nazionale di calcio a 5 dell'Italia Under-21.
È il giocatore con più presenze nella storia del Petrarca Padova.

### Allenatore
Da allenatore ha guidato il Petrarca Padova in Serie B. Sempre con il Petrarca ha lavorato anche nel settore giovanile guidando gli Under 21 nazionali (2004-2005), allievi regionali (2004-2007) e giovanissimi regionali (2007-2009), conquistando il titolo regionale Allievi 2004-2005 ed il titolo regionale Giovanissimi 2007-2008. Ha guidato inoltre la Scuola Calcio per due stagioni, le rappresentative scolastiche e la rappresentativa universitaria del CUS Padova.
Nella stagione 2010-2011, con il passaggio alla Marca Futsal, diventa vice allenatore della prima squadra e responsabile del settore giovanile.
Nel dicembre 2013 capo allenatore della prima squadra fino alla fine della stagione 2013-2014, quando la Marca Futsal cessa definitivamente l'attività. A questo punto Calmonte decide di creare una scuola futsal a Castelfranco Veneto in collaborazione con la Virtus Castelfranco, ne diventa responsabile del settore giovanile e allenatore della prima squadra.

## Palmarès
- Campionato Italiano: 2

Marca Futsal: 2010-2011
Marca Futsal: 2012-2013
- Supercoppa Italiana: 3

Luparense: 2009
Marca Futsal: 2010, 2011
- Titolo regionale e Coppa Veneto

Petrarca Padova: 1999-2000
- Titolo regionale Under 21:

Petrarca Padova: 2000-2001